# Tubarão
Tubarão – miasto w Brazylii w stanie Santa Catarina, na wybrzeżu Oceanu Atlantyckiego.
Liczba mieszkańców w 2020 roku wynosiła ok. 106,4 tys.
W mieście znajduje się port specjalizujący się w przeładunku rud żelaza.
W mieście rozwinął się przemysł spożywczy.